# 李丕著
李丕著（？—？），號愚公，山西汾州府曲沃县人，明末清初政治人物，同进士出身。

## 生平
崇祯三年（1630年）庚午科山西鄉試第七十名舉人，十年（1637年）登丁丑科會試第一百四十七名，廷試三甲第一百五十七名进士。吏部觀政，十二年四月授行人司行人。
清順治元年（1644年）四月降清，授任永平道佥事，二年五月升山东按察使司副使、淮海兵备道，七月改任漕储道副使兼布政使司参议。

## 家族
曾祖李进良；祖李遇科；父李敬跻。